# Copa Interamericana 1986
La Copa Interamericana 1986 fue la novena edición del torneo organizado entre Conmebol y Concacaf. La final se disputó a un solo partido entre Argentinos Juniors de Argentina y Defence Force de Trinidad y Tobago, resultando campeón el equipo argentino por 1 a 0, con gol del panameño Dely Valdés en el minuto 27 de juego.

## Clubes clasificados
| Conmebol (Sudamérica)                       |  | Argentinos Juniors |  | Campeón de la Copa Libertadores (1985)                |
| Concacaf (Norte, Centroamérica y el Caribe) |  | Defence Force      |  | Campeón de la Copa de Campeones de la Concacaf (1985) |

## Partido
| 10 de diciembre de 1986 | Defence Force | 0:1 (0:1) | Argentinos Juniors | Estadio Nacional, Puerto España                          |                                                          |
|                         |               |           | Dely Valdés 27'    | Asistencia: 20.000 espectadores Árbitro(s): Hubert Tromp | Asistencia: 20.000 espectadores Árbitro(s): Hubert Tromp |

|                                        |
| Bandera de Argentina                   |
| Campeón Argentinos Juniors 1.er título |